# Ithaca Chasma

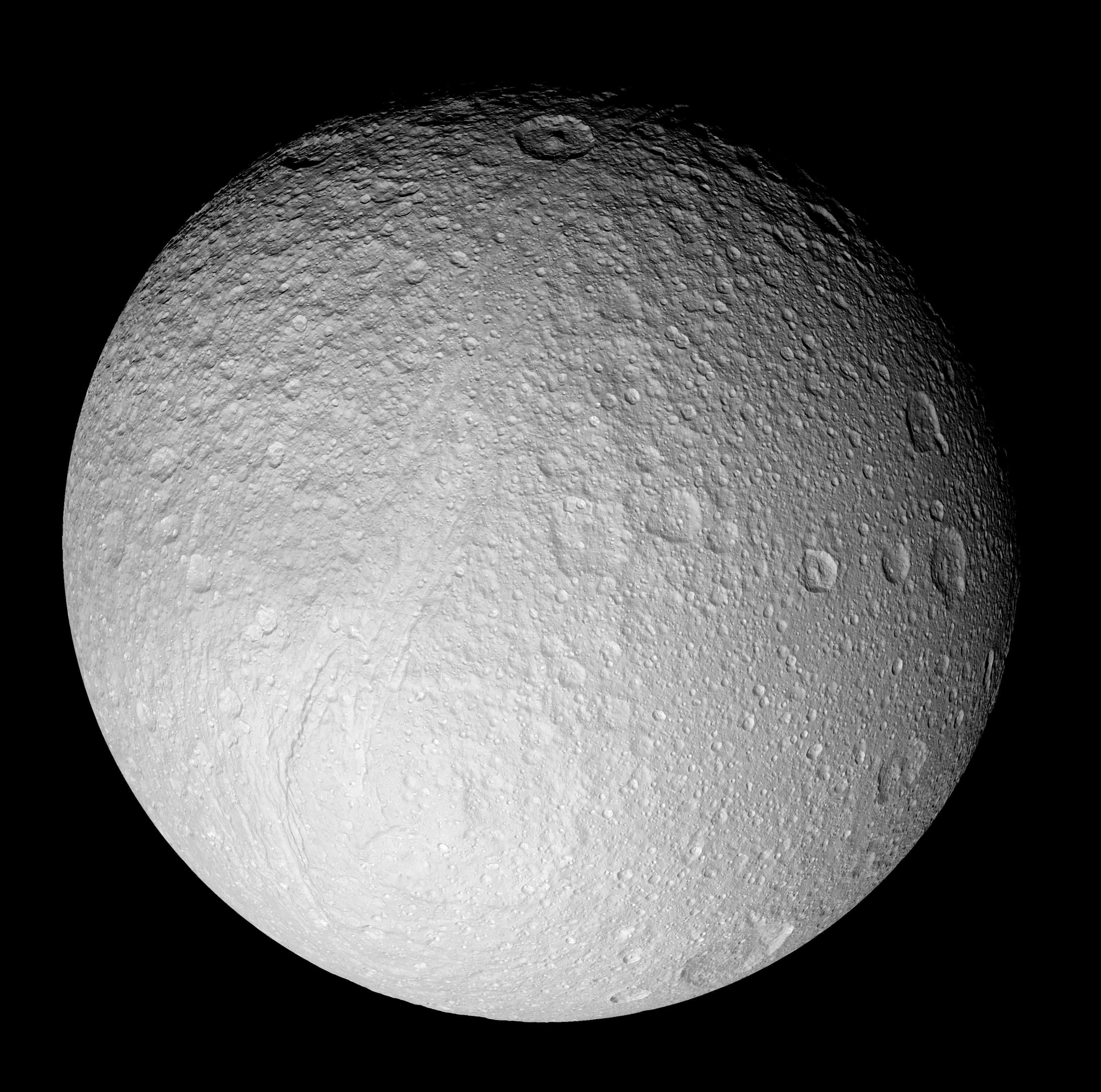
Ithaca Chasma sur Téthys.

Ithaca Chasma est un chasma de Téthys, un des satellites de la planète Saturne. Il barre une partie de la surface de Théthys, et du cratère Odyssée, d'un diamètre de 400 km.
Ithaca Chasma est large de 100 km et profond de 3 à 5 km. Long de 2 000 km, il couvre près des 3/4 de la circonférence de Téthys.
Il a été découvert par la sonde Voyager I lors de son passage à proximité de Saturne en 1980.

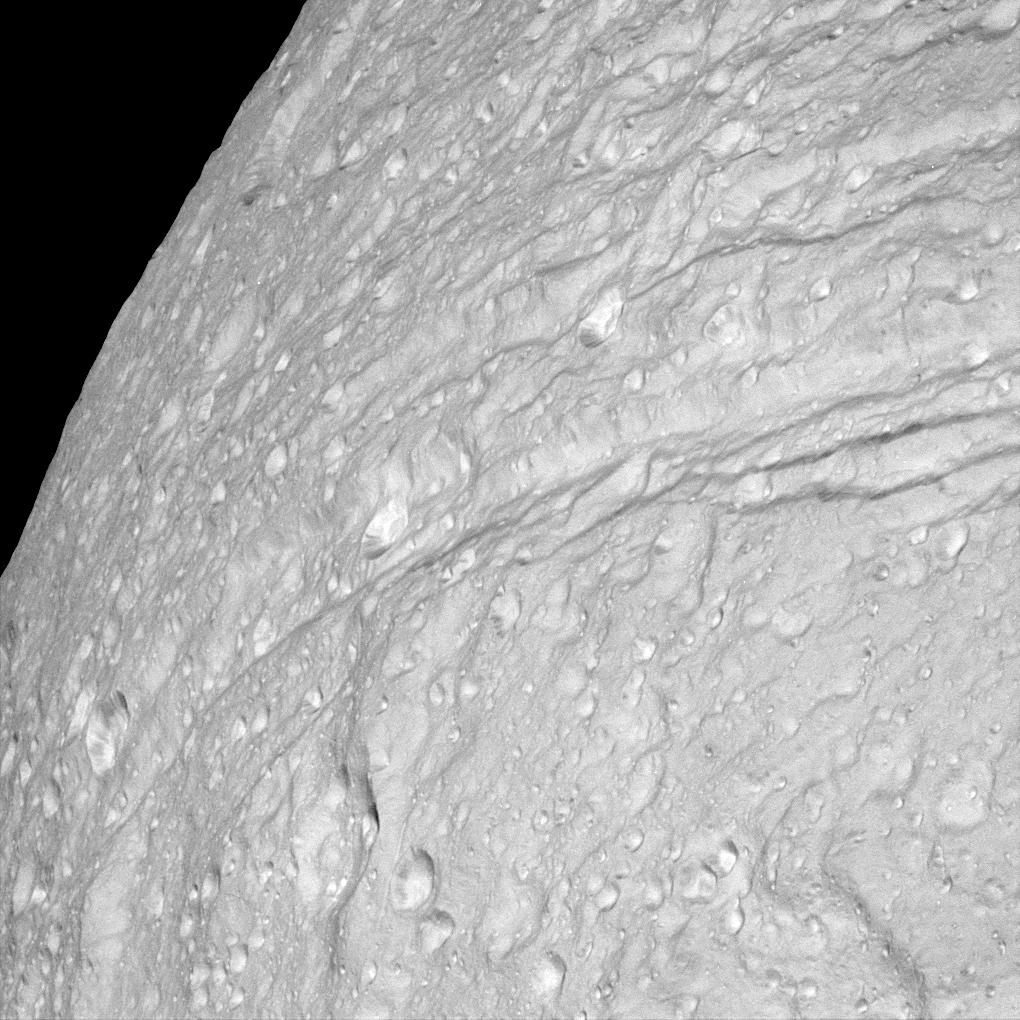
Partie sud d'Ithaca Chasma.

Il doit son nom à l'île grecque d'Ithaque.